# Urbión
El Urbión es una montaña de la sierra de Urbión, en el interior de la península ibérica. Se sitúa en la frontera entre las provincias españolas de Soria y La Rioja, entre los municipios de Duruelo de la Sierra, Covaleda y Viniegra de Abajo. Su cumbre se encuentra a unos 2228 m sobre el nivel del mar, en el término municipal de Duruelo de la Sierra (Soria).

## Situación geográfica

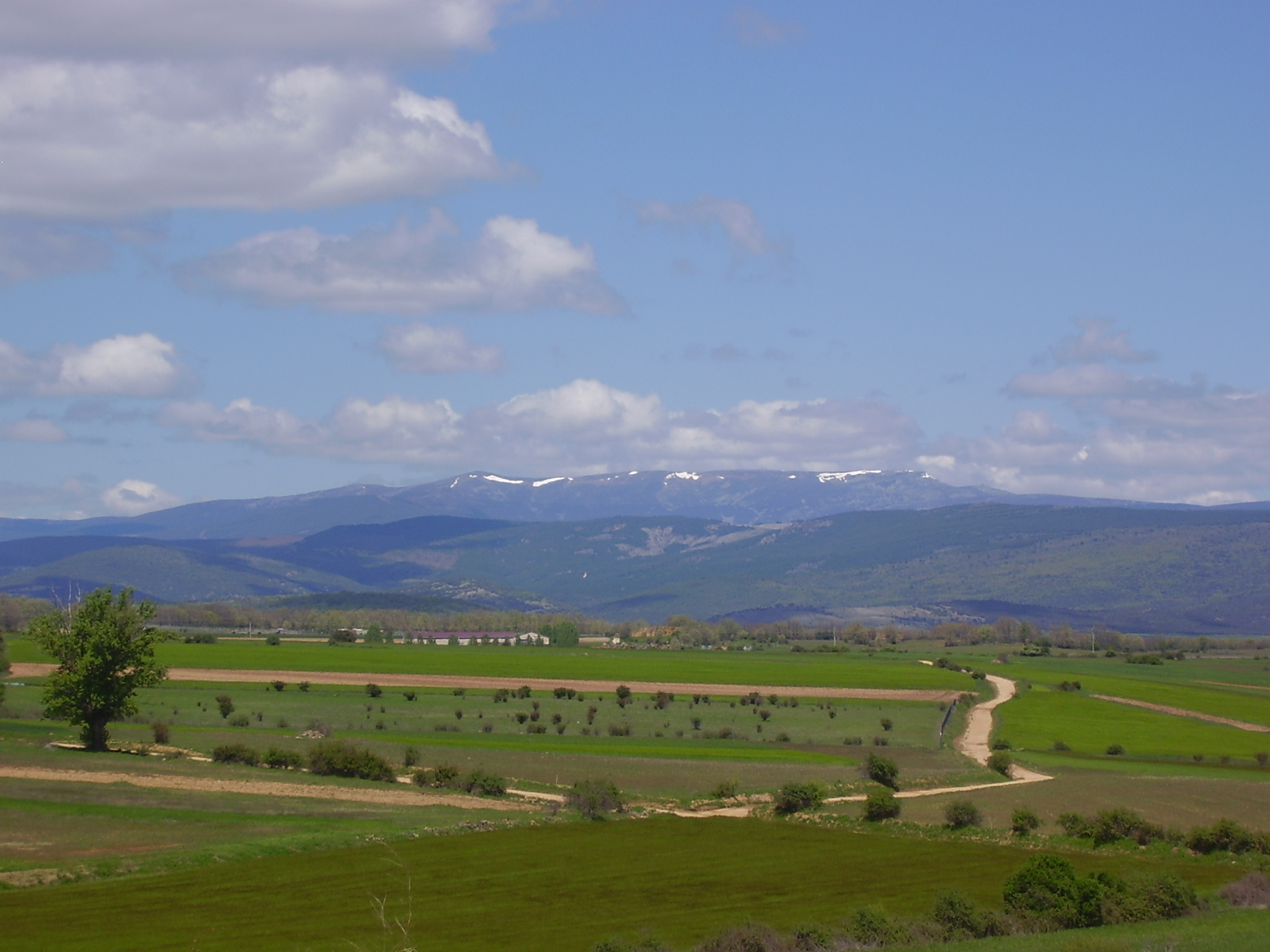
Paraje de Los Tajones, de fondo se observa la Reserva de Urbión.

Tiene una altitud de 2228 m. A su lado, otros picos conforman la sierra de los Picos de Urbión, como Zurraquín (2091 m), Tres Provincias (2049 m), en el límite de las provincias de Burgos, La Rioja y Soria, Muñalba (2073 m), ya en el término de Regumiel de la Sierra o el Picacho del Camperón.
Y al sureste, la laguna Negra, famosa, además de por su belleza, por ser lugar de inspiración de Antonio Machado en La Tierra de Alvargonzález.

## Etimología
Según el lingüista E. Bascuas, el topónimo Urbión, procedería del tema hidronímico paleoeuropeo *orw-, derivado de la raíz indoeuropea *er- 'fluir, moverse'. .

En euskera o lengua vasca urbion significa ‘dos aguas buenas’, de ur ‘agua’, bi ‘dos’ y on ‘bueno’, haciendo alusión a los dos ríos importantes que nacen en cada vertiente. (Actualmente está ya admitida la extensión del protovasco desde el Garona hasta la Sierra de la Demanda y desde el este de los Pirineos hasta el norte de Burgos.)

## Hidrografía
En la vertiente norte nace el río Urbión, afluente del Najerilla, afluente a su vez del Ebro, que desemboca en el mar Mediterráneo. Y en la vertiente sur nace el río Duero, que desemboca en el océano Atlántico.

## Rutas de acceso
Desde la laguna Negra

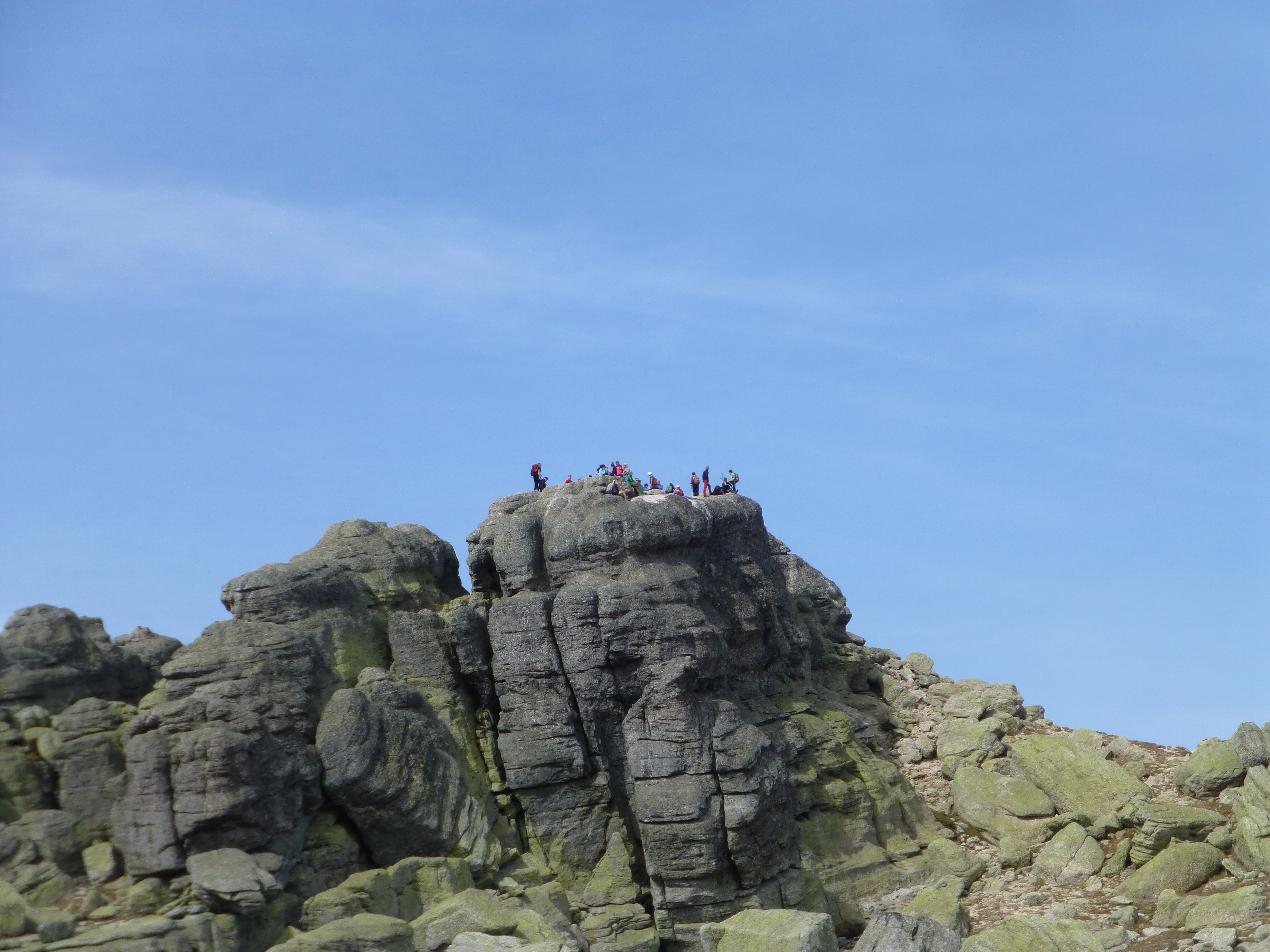
Cumbre del Pico Urbión.

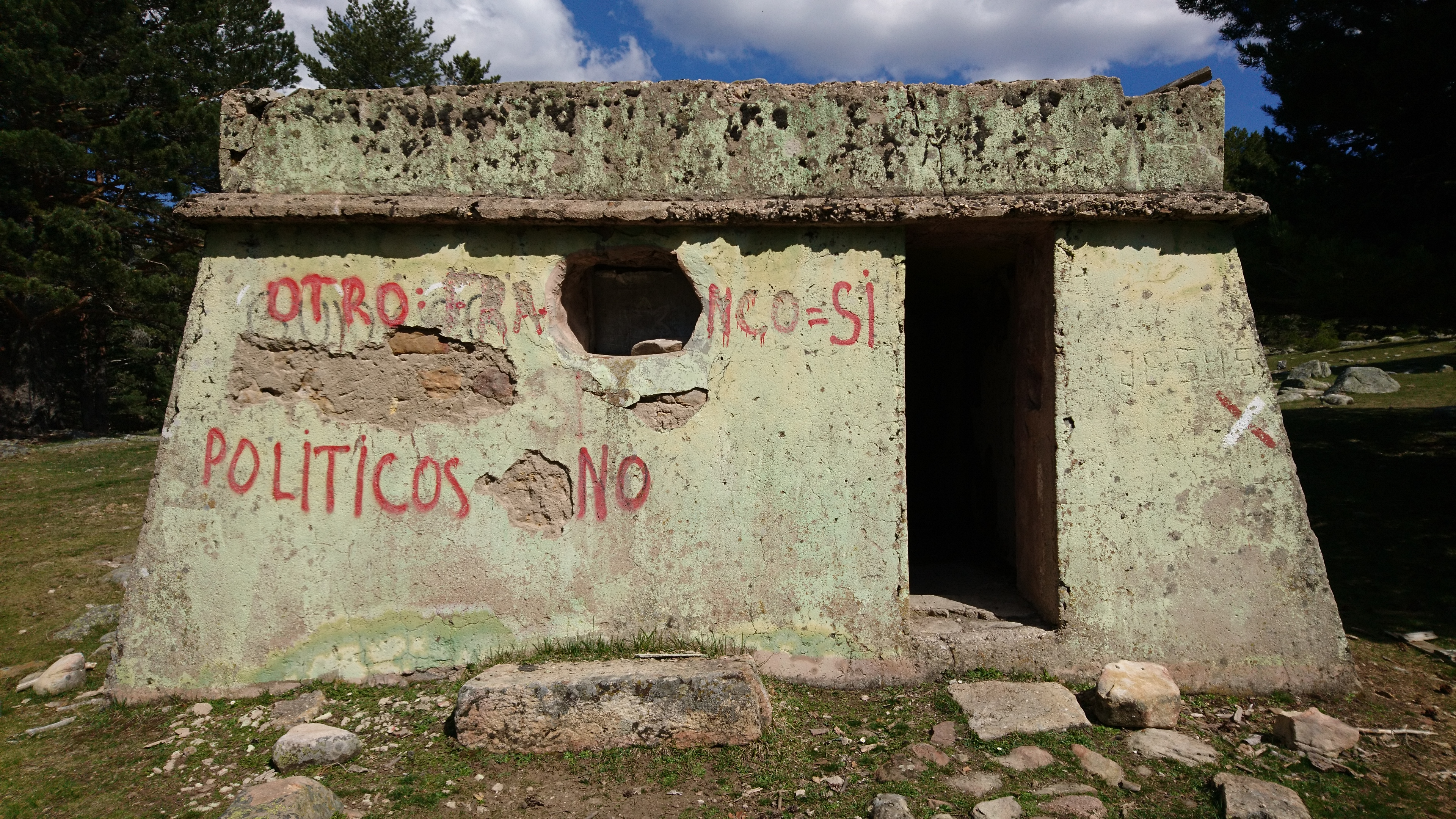
Bunker de Peñas Blancas, en Duruelo de la Sierra

Es el itinerario más habitual. Sale desde el borde mismo de la Laguna Negra que está a 1800 metros de altitud, por su parte izquierda según se accede a la misma desde el aparcamiento Poco a poco se remonta la impresionante muralla que rodea la laguna hasta llegar a la parte superior de la misma. Se rodea el acantilado rocoso siguiendo luego dirección oeste-noroeste por un camino claro y marcado. Llegamos a la depresión de la cresta occidental del Zorraquín ya a 2000 metros y enseguida nos encontramos con la Laguna Larga que rodeamos.
Subimos por el borde de la muralla del cordal principal, también se puede ascender por la ladera este entre bloques de granito. Llegamos al collado y encaramos la cara sur hasta el pequeño collado que separa las dos cumbres, en la occidental está el vértice geodésico de la Muela de Urbion que señala 2228 metros de altitud.
Desde Duruelo de la Sierra
Duruelo de la Sierra se encuentra a 1200 metros de altura, desde esa población se 
llega a Castroviejo y a Fuente del Berro desde donde por un camino forestal se accede al paraje de Peñas Blancas ya situado a 1750 m desde donde accedemos al depósito de aguas que denominan "El Bunker" y de allí, por un camino balizado, a la cumbre, pasando por el nacimiento del río Duero que se halla a 2141 m. Ascendiendo un poco más llegamos a un collado que queda a pie de la cumbre.
Desde Covaleda
Partiendo de Covaleda que se encuentra a 1210 metros de altura salimos dirección Duruelo para tomar una pista forestal hasta Collado de Tejeros a 1900 m. Allí podremos visitar el Pino Rey y el Sendero de los Abuelos del Bosque. Seguiremos en dirección a Urbión por pista hasta llegar al Refugio del Muchachón donde comenzaremos a seguir las indicaciones al mirador de la Laguna Negra para continuar por el GR-86 pasando por la Laguba Helada y la Larga hasta llegar a La cumbre
Desde el Valle del río Urbión
El río Urbión, afluente del río Najerilla, nace en la llamada Laguna o Pozo de Urbión a 1990 metros de altitud. El recorrido comienza la confluencia del Urbión con el arroyo Hormazal a cinco kilómetros de Viniegra de Abajo. Siguiendo el río se accede a la laguna que le da origen, un recorrido que dura unas cuatro horas pero de gran belleza. 
Desde el Pozo de Urbión se encara la cumbre por su cara norte, en la subida más alpina del Sistema Ibérico. La senda llega a la ermita de San Millán y luego cruza un estrecho desfiladero hasta la cascada del Chorreón y el refugio Tacudía. Pasando varios refugios se cambia de orilla llegando al último refugio que se halla a 1480 m. A la derecha vemos una cascada y dos tejos que nos indican la ruta hasta la laguna del Urbión que queda ya a 1990 m. Se sigue por la derecha para subir al collado de Las Tablas de la Ley situado a 2079 m de altura donde giramos a la izquierda para la cima de Peñas Claras a 2168 m y, ya sin esfuerzo la cumbre de la Muela de Urbión.
Tiempos de acceso
- Laguna Negra: 2 horas.
- Duruelo: 4 horas.
- Carretera de las Viniegras: 5 horas.[4]